# スプラトゥーン
『スプラトゥーン』（英語: Splatoon）は、任天堂より2015年5月28日に発売されたWii U用アクションシューティングゲーム・対戦アクションゲーム。スプラトゥーンシリーズの第1作。略称はスプラ。日本ゲーム大賞 2016 年間作品部門大賞受賞。

## 概要
インクを撃ち合うアクションシューティングゲーム。主人公はヒトの姿に変身できる「インクリング（英: Inkling）」という名前のイカである。作品タイトルは、英語で「splat（スプラット：ピシャッという音。液体や柔らかい固体が固体の表面に衝突する際の鋭く無調な音。）+ platoon（プラトゥーン：小隊）」という構成になっている造語である。
2015年6月24日に世界累計売上100万本を、9月末には242万本を記録。また日本国内では同年12月に100万本を超え、これは当時の国内Wii Uユーザーの約2.5人に1人が本作を購入している計算になり、この販売数は新規IPとしては異例である。また同年11月12日に発売した「Wii U スプラトゥーン セット」も約1か月半で完売となり、任天堂社長の君島達己も「ゲームハードごと買ってもいいと多くの方に思っていただけるソフト」と評している。さらに、Twitterやニコニコ動画、YouTubeには多くのイラストやプレイ動画、サウンドの投稿が行われているなど、Web上でも盛り上がりを見せている。
発売から2016年夏までにかけて無料アップデートが実施され、新しいステージ、ブキ、ルール、ゲームモードなどが随時追加された。

## ゲームシステム
本作は三人称視点のシューティングゲーム（TPS）で、プレイヤーキャラであるインクリングを操作し、ブキを用いてインクを放ち、地面を塗って陣地を広げたり、敵にインクを当てることで倒して戦う。各プレイヤーのインクリングには、チームカラーとなる色が設定される。
照準
Wii U GamePadのジャイロ機能とRスティックでカメラを上下左右に操作をし狙いを定めることができる。カメラリセットはYボタン。
ジャイロセンサーの場合は、ジャイロセンサーとRスティックのハイブリッドで操作し、大きく動かすにはRスティック、細かく狙いをつけるにはジャイロセンサーを使う。
ジャイロセンサーをオフにすると、カメラ操作をRスティックのみで行う。
また、照準アイコンは壁や敵にあわせることで形状が変化する。
マップ
Wii U GamePadの画面には常にマップが表示されており、リアルタイムに塗られた場所が更新されていくので戦況を瞬時に判断しながらプレイできる。
スーパージャンプ
Wii U Game Padの味方アイコンをタッチし、味方のいる場所へジャンプする。スタート地点やサブウェポンのジャンプビーコンにも飛ぶことができる。
サイン
十字ボタン上で「カモン」、下で「ナイス」の合図が送れる。
ステージ
ステージの名前はデカライン高架下以外全て海産物に関する名前が付いている。また、ルールによってはステージの形状が違うものもあり、ステージを散歩することも可能。
ゲームモードによっては2個の対戦ステージが4時間ごとに入れ替わるシステムとなっている。これはステージによってブキに得手不得手があるため、多くのブキを使って欲しいという意図からである。
ステータス
プレイヤーの成績に応じたランクや所持する通貨。画面右上に表示される。
- おカネ - この世界の通貨。インターネット対戦をすると貯まる。黄色いコインに「G」と描いたようなデザイン。多くのゲームでは「ゴールド（GOLD）」の頭文字をとったものだが、このゲームでは「ゲソ（GESO）」の頭文字をとったもの。
- スーパーサザエ - フェスで貰えるアイテムで、ダウニーに渡すとギアにギアパワーをつけてもらえる。また、フェス終了に伴い、レギュラーマッチ、ガチマッチを問わず30勝する毎にジャッジくんに話しかけることで、スーパーサザエが1個貰えるようになった。
- ランク - インターネット対戦で経験値を貯めると上昇する値。ランク上限は50。ガチマッチなど、ランクが一定に達していないと遊べないモードもある。
- ウデマエ - ガチマッチを行うことで上下するステータス。最低は「C-」、最高は「S+」。初期は「C-」で、ガチマッチで勝つと貰える「ウデマエポイント」が100貯まるごとにC- → C → C+ → B- …といった形で変化し、ウデマエによってマッチングする相手も変化する。
- チョーシ - インターネット対戦の勝敗で増減するメーターで、一定数貯まると「チョーシあげていこう」「チョーシぼちぼち」「チョーシいいね！」「チョーシサイコー！！」と変化する。チョーシが上がった状態だと広場のジャッジくんからおカネが貰える。

### イカリング
イカリングは、かつて任天堂から運営されていたスプラトゥーンのフレンド交流サイト。
ニンテンドーネットワークIDでログインすることでフレンドのオンライン状況が確認できるほか、ステージ情報を確認でき、３つ先のステージまで確認が可能だった。ランキングで競い合ったり、バトルの予定を知らせることもでき、またTwitterとの連携も備えていた。
2017年9月30日をもってサービスを終了した

## 対戦モード

### レギュラーマッチ
4対4に分かれて争うインターネット対戦。制限時間は3分間で、床により多くインクを塗ったチームの勝ち。世界中のプレイヤーとマッチングされる。また、フレンドと一緒に参加することもできる。

### ガチマッチ
バトルすることで得られる「ランク」という指標があり、ランクが10になるとガチマッチに参加できるようになる。
ガチマッチでは特定のエリアを塗り合う「ガチエリア」などレギュラーマッチとは異なる様々なルールで争う。ランクとは別に勝敗により上下する「ウデマエ」という指標があり、ガチマッチではウデマエの近いプレイヤー同士がマッチングされる。ルールはアップデートで順次追加されていた。
ガチマッチが解禁されるには、ランク10以上の「ガチ人口」が一定以上に達する必要があり、2015年6月2日に解禁された。負けているほうがリードしそうなときは延長という制度もある。

### タッグマッチ
Wii U本体に登録されたフレンドと2 - 4人のタッグを組み、ガチマッチに参加するモード。

### プライベートマッチ
Wii U本体に登録されたフレンドと、自由にルール・ステージ・チーム分けを決めてインターネット対戦ができるモード。レギュラーマッチやガチマッチとは異なり、勝敗によるランクやウデマエの変動はない。

### フェスマッチ
かつて行われた期間限定のイベント。お題にそって2つのチームに分かれ、ナワバリバトルで勝敗を決する。フェス開催中はレギュラーマッチとガチマッチは休止され、「フェスマッチ」が行われる。ナワバリバトルの勝敗によってフェスランクが変動し、フェス終了時にランクに応じたスーパーサザエが手に入る。また、フェスマッチ中はハイカラシティやステージも夜景になる。お題は地域によって異なり、例として第1回目のお題は日本は「ごはん vs パン」、米国は「猫 vs 犬」、欧州は「ロック vs ポップ」となっている。
BGMは前半2分がシオカラーズの「キミ色に染めて」後半残り1分が「イマ・ヌラネバー」が流れる。ラストフェスの48時間中最後の12時間（7月22日正午12時～7月23日正午12時（日本時間））については「キミ色に染めて」が「シオカラ節」に変わった。フェスの参加人数は第1回以降一貫して増加しており、日本国内で2016年1月に行われた第10回目のフェスは約69万人が参加した。ゲーム内の設定ではフェスのお題は現代での言い争いが惑星を経て、12000年後のシオカラーズのもとにFAXで届いている。FAXで届くゆえに、お告げはカミ（紙）様と呼ばれている。
フェス（ver.2.6.0から）では「チョーシメーター」が「フェスポイント」になり、初期値はウデマエにより設定され、勝ち負けによりポイントが変動する。フェス終了後「フェスポイント」の多かったトップ100が公式サイトに「百ケツ」として発表される。また、最後のフェスのお題はアオリ対ホタルである。最後のフェス終了後、スーパーサザエは一定回数バトルで勝利したあとジャッジくんに話しかけるともらえるように修正された。

#### 開催フェス一覧
太字は勝者。最終通算成績はアオリ8勝、ホタル8勝。
| 回     | 開催日時                       | お題                                                                        | アオリ陣営                       | ホタル陣営                     |
| ------ | ------------------------------ | --------------------------------------------------------------------------- | -------------------------------- | ------------------------------ |
| 第1回  | 2015年6月13日18時 - 14日18時   | 朝食といえば？                                                              | ごはん 168ポイント               | パン 132ポイント               |
| 第2回  | 2015年7月3日15時 - 4日15時     | 東洋水産 presents 好きなカップ麺はどっち？                                  | 赤いきつね 161ポイント           | 緑のたぬき 139ポイント         |
| 第3回  | 2015年7月25日15時 - 26日15時   | KIRIN presents すきな午後の紅茶はどっち？                                   | レモンティー 122ポイント         | ミルクティー 178ポイント       |
| 第4回  | 2015年8月22日12時 - 23日12時   | 自分を例えるなら？                                                          | キリギリス 273ポイント           | アリ 227ポイント               |
| 第5回  | 2015年9月12日12時 - 13日12時   | まんざいをするなら？                                                        | ボケ 239ポイント                 | ツッコミ 261ポイント           |
| 第6回  | 2015年10月10日9時 - 11日9時    | くら寿司 presents 好きなすしネタはどっち？                                  | イカ 254ポイント                 | タコ 246ポイント               |
| 第7回  | 2015年10月31日9時 - 11月1日9時 | 世界を救うのは？                                                            | 愛 353ポイント                   | おカネ 347ポイント             |
| 第8回  | 2015年11月21日12時 - 22日12時  | Splatoon×佐賀県コラボ企画「Sagakeen」presents たべたいのはどっち？          | 山の幸 342ポイント               | 海の幸 358ポイント             |
| 第9回  | 2015年12月26日9時 - 27日9時    | 東洋水産 presents 第2回 どっちが好き？                                      | 赤いきつね 326ポイント           | 緑のたぬき 374ポイント         |
| 第10回 | 2016年1月23日12時 - 24日12時   | 欲しいのはどっち？                                                          | カンペキなカラダ 362ポイント     | カンペキな頭脳 338ポイント     |
| 第11回 | 2016年2月20日6時 - 21日6時     | ポケットモンスター20周年記念 全世界同時開催フェス どちらを選ぶ？            | ポケモン赤 277ポイント           | ポケモン緑 423ポイント         |
| 第12回 | 2016年3月12日9時 - 13日9時     | ドラゴンクエスト presents アナタはどっち派？                                | ガンガン行こうぜ 334ポイント     | いのちだいじに 366ポイント     |
| 第13回 | 2016年4月23日9時 - 24日9時     | セブン-イレブン presents おにぎりの具といえば？                             | ツナマヨネーズ 354ポイント       | 紅しゃけ 346ポイント           |
| 第14回 | 2016年5月14日12時 - 15日19時   | Splatoon×Miitomo 全世界同時開催&全世界共通マッチングフェス 行くならどっち？ | オシャレなパーティー 358ポイント | コスプレパーティー 342ポイント |
| 第15回 | 2016年6月18日9時 - 19日9時     | 明治 presents あなたはどっち派？                                            | きのこの山 349ポイント           | たけのこの里 351ポイント       |
| 第16回 | 2016年7月22日12時 - 24日12時   | シオカラーズ国民投票！アオリ vs ホタル                                      | アオリ 340ポイント               | ホタル 360ポイント             |

## オフラインモード

### ヒーローモード
オフラインの1人用モード。「タコツボバレー」が舞台で、イカスツリー脇のマンホールが入り口となっている。かつての大ナワバリバトルの英雄「アタリメ司令」の指揮のもと、ヒーロースーツを身にまとい、「オクタリアン」というタコ軍団を相手に「デンチナマズ」を取り返すというストーリー。対戦のテクニックもある程度身につくようになっており、インターネット対戦で使えるブキの設計図、裏設定の断片が記された「ミステリーファイル」が手に入る。
また、ヒーローモードの音楽は、テクノのような曲調になっており、機械的な雰囲気になっている。これは賑やかなナワバリバトルとの差別化で、設定上は、ラスボス「DJタコワサ将軍」が統率をとるため作曲・放送しているものである。
タコツボバレー
ハイカラシティの地下にある、全5エリアからなるタコ軍団の根城。タコが大ナワバリバトルで敗北したことで荒廃しているが、過去の廃棄物を利用し高度な文明が築かれている。タコツボバレーに点在するヤカンから各ステージに行くことが可能。全32ステージ。ステージの最後にあるデンチナマズを入手するとクリアになる。
ヒーロースーツ
アタリメ司令から渡された、プレイヤーがヒーローモードでのみ着用できる装備。インクの残量に影響する「インクタンク」、射撃速度に影響するブキの「シューター」、塗り範囲が強化できるサブウェポン「スプラッシュボム」「クイックボム」「チェイスボム」は、イクラを用いてカスタマイズが可能。また、ステージ5のボスを倒すことによってインターネット対戦などで使用出来る「ヒーロースーツ レプリカ」という頭、服、靴の装備一式が入手出来る。

#### アイテム
イクラ
敵を倒したり木箱を破壊すると手に入る。消費してヒーロースーツを強化できる。
ミステリーファイル
各ステージに1つある古文書。本作の世界の謎について記されている。
設計図
ボスが落とすブキの設計図で、ブキ屋に持って行くと新しいブキが作れる。
アーマー
ステージに落ちてるアイテムで、装着すると一度だけミスをしても回避できる。最大3つ重ね掛けが可能（ピンク-イエロー-グリーン、頭部からアンテナが出る）。
スペシャルウェポン
ステージに落ちているアイテムで、「スーパーショット」「ボムラッシュ」「バリア」の3種類のスペシャルウェポンがある。上手く使えばステージ攻略を有利に進めることが可能だが、使わずにクリアすればボーナスとしてイクラ10個がもらえる。

#### 登場人物
カラストンビ部隊（英: Squidbeak Splatoon）
100年前の大ナワバリ部隊で活躍した伝説の部隊。プレイヤーは「New！カラストンビ部隊」のメンバーとなり、タコ軍団に立ち向かう。後半のステージはカラストンビ部隊所属の見覚えのある2名がアタリメ司令の代わりに主人公にアドバイスをくれる（尚、100年前の部隊を「旧カラストンビ部隊」、アタリメ司令・1号・2号・3号で形成される現在の部隊を「新カラストンビ部隊」という）。
オクタリアン（英: Octarian）
タコの軍団で、ハイカラシティの侵略を目論んでおり、シンボルの「オオデンチナマズ」を奪っていった。四肢が退化しているが、高度なブキでそれを補っている。足の数が多いほど知能や位も高い。
タコトルーパー（英: Octotrooper）
一般的な戦闘員で、インクを放って攻撃してくる。盾を装備した「タテタコトルーパー（英: Shielded Octotrooper）」、攻撃力の高い「バイタコトルーパー（英: Twintacle Octotrooper）」、インクに潜れる「タコダイバー（英: Octodiver）」、空を飛べる「タコプター（英: Octocopter）」といった亜種もいる。
タコゾネス（英: Octoling）
人型をした戦闘員で、インクリングと同様シューターやボムを用いて攻撃してくるほか、インクへのセンプクも可能。パワーアップ版の「デラタコゾネス」という敵もおり、計4回プレイヤーと戦うことになる。モチーフはアマゾネス。
DJタコワサ将軍（英: DJ Octavio）
タコ世界の英雄であり将軍兼DJ。最終ステージであるエリア5のボスで、魚ミサイル、ボール、パンチ、メガホンレーザー、巨大ミサイルの計5種類の攻撃を放つ「タコツボキング」を操る。

### バトルドージョー
オフラインで風船を割った数を競う1対1の対戦モード。1人はテレビ画面、もう1人はWii U GamePadの画面を見ながら、画面分割することなくプレイできる。

### amiibo
イカ、ガール、ボーイのamiiboをWii U GamePadにタッチすると「チャレンジ」というお題が始まる。クリアすると特別なデザインのブキやギアが手に入る。
アオリ、ホタルのamiiboの場合は、広場がフェスの状態になり、シオカラーズが曲のリクエストに応え、ライブをする。また、アオリ、ホタルの発売とともに、色違いのイカ、ガール、ボーイが発売された。

## 舞台
ゲームを始めるとチュートリアルを経て、主人公は「ハイカラシティ」に降り立つ。多くのイカが棲息する街で、中心には「広場」がある。
ハイカラシティは東京・渋谷のような大都会で、若いイカらのあこがれの街。インクリング達は14歳頃になったらハイカラシティでナワバリバトルをするのがステータスとなっている。また、設定上ゲーム内の世界は現代から12000年後の世界となっている。
ハイカラシティ内での攻撃、ブキ使用は禁じられており、ところどころに標識が立っている。このためインクタンクもここでは存在せず、インクでの攻撃は仮想的（復活できる）な場所に限られていると考えられる。

### 人物
インクリング（英: Inkling）
プレイヤーキャラ。通称「イカ」で、男性は「ボーイ」、女性は「ガール」と呼ばれる。イカとヒトに姿を変えることができるのが特徴で、100m先を見られる優れた視力・150cmを超える跳躍力を備えた脚・インクを貯蔵するインク袋（タンク）を持つほか（ハイカラシティにいるときはなくなっている）、ナワバリバトルのために体色も変化する。年齢は14歳位で、オシャレのために地方からハイカラシティにやってきた。本作のチュートリアルはオシャレのために家からハイカラシティに行く道中を表しており、最初に着ている服は母親に買ってもらったもの。地元の環境が「ダサい」と思う年頃で、「イカした存在」になるためナワバリバトルを続けている。
キャラクターの性別・肌の色・眼の色はオプションで変更可能。週刊ファミ通のアンケートによると使用率はガール70%、ボーイ30%である。
シオカラーズ（英: Squid Sisters）
気楽担当のアオリと脱力担当のホタルの従姉妹同士の2人からなる人気ユニット。ゲーム開始時には必ず、「ハイカラニュース」でその時の対戦ステージやイベント、アップデート情報などを告知してくれる。締めセリフは「イカ、よろしくー!」。もともとはシオカラ地方出身のちびっ子民謡歌手で、歌唱力が認められてデビューした。4thシングル「シオカラ節」は、民謡を現代風にアレンジしたものである。
週刊ファミ通のアンケートによるとアオリ派は47%、ホタル派は53%で、スプラトゥーンで好きな曲1位（1920票）には「シオカラ節」が選ばれている。
シリーズ「2」「3」にも登場し、ヒーローモードのラスボスの曲といえば「シオカラ節」が定番となっている。また任天堂主催の音楽ライブにも継続して登場している。
実はアタリメ司令の孫であり、カラストンビ部隊1号・2号の正体である。
名前はイカ料理の塩辛と英語表記で色の海を意味するSea O' Colorsのダブルミーニング。

#### アオリ（英:Callie）
声 - keity.pop
　黒いツインテールのインクリング(イカ)の女性。短冊切りにしたイカの髪飾　　   　りをつけている。左側に泣き黒子があり、ユニットの立ち位置では向かって左側。本名は「アタリメ・アオリ」。
主なインクカラーはピンク(マゼンタ)。フェスの時は代表する陣営のインクカラーになる。

#### ホタル（英:Marie）
声 - 菊間まり
　白いげそを後ろでくくっているインクリング(イカ)で、イカリング状の髪飾りをつけている。右側に泣き黒子があり、ユニットの立ち位置では向かって右側。本名は「ケンサキ・ホタル」。スプラトゥーン2から登場したブランド、タタキケンサキと深く関わっている。主なインクカラーは(黄)緑。アオリと同様、フェスの時は代表する陣営のインクカラーになる。
アタリメ司令（英: Cap'n Cuttlefish）（声 - 横田真人）
イカスツリー横のマンホールにいるイカ。シオカラーズの祖父。自称イカとタコの間で行われた「大ナワバリバトル」の英雄だが、既にその功績は忘れ去られている。体を天日に晒す「日干し」を行って驚くほどの長生きをしている。

### 施設
イカスツリー（ロビー）
インターネット対戦に出発できる巨大なツリーで、ハイカラシティのシンボルになっている。ヒーローモードを完全クリアすると、タワーに巨大なオオデンチナマズが出現する。。
交差点
広場の中央に位置する交差点。Miiverseを通じてやってきたどこかに実在するプレイヤーが集まっており、Miiverseの投稿が表示されるほか、装備しているギアの注文もできる。今は、Miiverseサービスが終了され投稿ができなくなっている。(2018年現在)
ポスト
Miiverseへの投稿ができるポスト。投稿された手書き投稿は広場の壁に表示される。
なお、2017年11月18日（水）の15:00（日本時間）をもってMiiverseのサービスが終了しているため、現在は使用できない。
シリーズ続編においては、外部SNSアカウントを併用する形で継続して実装されている。
バトルドージョー
広場東側にあるバトルドージョーで遊ぶための施設。横にある公開スタジオではシオカラーズの2人がおしゃべりしている。視点を合わせると、手を振ってくれる。
ジャッジくん（英: Judd）
イカスツリーの入り口前で昼寝しているネコ。話しかけると攻略に役立つヒントを教えてくれるほか、チョーシメーターによってはボーナスが貰える。この世界では唯一の哺乳類で、バトルの勝敗を瞬時に判断できる能力を持つ。正体は海水面上昇による人類文明崩壊を訴えた学者の愛猫で、1万年経たないと開かないポッドに入れられていた。
ダウニー（英: Spyke）
路地裏に座っているウニ頭の男性。注文したギアを受け取ったり、フェスで稼いだポイントによって得られる「スーパーサザエ」を引き換えに、ギアパワーのスロットを増やしてくれたり、既に埋まっているスロットをランダムで変更してくれる。ただし、注文したギアを受け取るときにお金を払うのだが、店売り価格より遥かに高額な金額を要求されるので要注意。
マンホール（タコツボバレー）
ヒーローモードの舞台となるタコツボバレーへの連絡路。よくアタリメ指令が顔を出しているが、プレイヤーが近づくと顔を引っ込める。マンホールの上でイカになると入れ、ヒーローモードで遊ぶことができる。
ゲーム筐体（ミニゲーム）
広場の一角に置かれている昔懐かしいアップライト筐体。Wii U GamePadを用いたミニゲームで遊ぶことができる。このミニゲームはインターネット対戦のマッチング中にも遊ぶことができる。アミーボを買うことで、遊べるミニゲームが増える。
amiibo
広場南東にある施設でamiiboを読み込ませることができる。

### ブイヤベース
広場にあるショッピングビル。ブキ屋以外は毎日商品が入れ替わる。
カンブリアームズ
ブキ屋。バトルに使うブキを取り扱う。店主はミリタリーマニアのカブトガニの「ブキチ（英: Sheldon）」。ブキ好きで、夜遅くまでブキをいじっていたため極度の近眼になってしまった。ブキの試し打ちも可能。
エビスシューズ
クツ屋。スニーカーやブーツまで様々な品を取り揃えている。店長でクルマエビの「ロブ（英: Crusty Sean）」はサクサクの衣を纏っているが、ファッションであって決して調理済みではない。
サス・オ・ボン
フク屋。多数の服を取り扱っており、メンズとレディースとも同じラインナップとなっている。店番を務めるのはカリスマ店員のクラゲ「エチゼン（英: Jelonzo）」。彼はファッションリーダー的存在でもある。またクラゲが履けないためか、ボトムスは取り扱っていない。
おかしら堂
アタマ屋。帽子やメガネ、ヘッドホン、ガスマスクなど、頭に身につけるものを取り扱っている。看板娘のイソギンチャク「アネモ（英: Annie）」は内気な性格で、隠れファンも多い。頭にはクマノミの「クマノ（英: Moe）」が共生している。

## 沿革
ここでは『スプラトゥーン』のゲーム内でのイベントや追加要素などをまとめた。なお「スプラトゥーン」の歩みも参照。
スプラトゥーンシリーズは原則として任天堂京都本社（および、モノリスソフト京都の一部のアシスタント）のみで開発された作品の一つであり、外注ではないブランドとしてはどうぶつの森やゼルダの伝説の本編シリーズなどに並ぶ。一部のステージでは任天堂本社付近の場所が由来になっている。

### 発売以前
- 2014年6月10日 E32014に『スプラトゥーン』が出展、本作が初めて披露された[102]。

- 2015年1月31日,2月1日 闘会議2015にて本作がプレイアブル出展された他、「リアルスプラトゥーン」という行われた4対4に分かれて本物の水鉄砲でインクを塗った面積を競うイベントも行われた[103]。

- 2015年5月9,10日 本作のオンライン体験会である「完成披露試射会」が開催、期間限定でナワバリバトルがプレイできた[104]。ニンテンドーeショップで予約した人のみ使用できる装備も存在したが、製品版では使用できない[105]。
- 2015年5月28日 『スプラトゥーン』が発売、同日ガール・ボーイ・イカのamiiboが発売された[106]。

### 発売以後
- 5月28日-6月11日 週刊ファミ通で読者が考えたギアが本作に登場する企画「ファミ通イカファッションコンテスト」が開催、Ver.2.0で最優秀賞に選ばれたギアが追加された[107]。
- 2015年6月2日 新たな対戦モード「ガチマッチ」が解禁、そこで新たなバトルルール「ガチエリア」が追加された[108]。
- 2015年7月2日 ガチマッチに新たなバトルルール「ガチヤグラ」が追加された[109]。
- 2015年8月3-9日 「夏休み 子ども スプラトゥーン体験会」が開催、期間限定で行われたオンライン体験会でナワバリバトルがプレイできた[110]。

#### Ver.2.0
2015年8月6日配信。新たな対戦モード「タッグマッチ」「プライベートマッチ」が実装された他、新たなブキ種「スピナー」「スロッシャー」が追加された。またランクの上限が50になり、ウデマエに「S」「S＋」が追加された。
- 2015年8月15日 ガチマッチに新たなバトルルール「ガチホコバトル」が追加された[112]。
- 2016年4月13日 Ver2.7にて「ブキチセレクションVol.1」が配信、新たに8種類のブキが追加された[113]。
- 2016年6月8日 Ver.2.8にて「ブキチセレクションVol.2」が配信、新たに9種類のブキが追加された[114]。
- 2016年8月1-7日 「夏休み 子ども スプラトゥーン体験会」が再び開催された[115]。
- 2024年4月9日 Wii Uのオンラインプレイサービス終了に伴いスプラトゥーンのオンライン対戦も終了となった[116]。

## 評価
- 英国アカデミー賞チルドレン・アワード、Wii U『スプラトゥーン』がベストゲームに選出[118]。
- The Game Awards 2015において、最優秀マルチプレイヤーおよび最優秀シューターを受賞[119]。
- ファミ通アワード2015において、ゲーム・オブ・ザ・イヤー、ルーキー賞、イノベーション賞を受賞[120]。
- 日本ゲーム大賞2016において、年間作品部門大賞受賞、開発プロデューサーの野上恒氏は本作ファンの親子からトロフィーを受けた[121]。
- ゴールデンジョイスティックアワード2015にて「任天堂ゲームオブジイヤー」「ファミリーゲーム」を受賞した[122]。